# 焦佑鈞
焦 佑鈞（しょう ゆうきん、1956年 - ）は、台湾の実業家。ヌヴォトン・テクノロジー・コーポレーションの董事長。

## 人物
台湾・新竹市の国立交通大学の電信工程系を卒業し、米国のワシントン大学で電機の修士号を取得した。ヌヴォトン社の2代目経営者で、30代のときに、自身の父である焦廷標からウィンボンド董事長の座を引き継いだ。
ITジャーナリストの深田萌絵によれば、中国の最高指導者・習近平の右腕として「中国国家公務員一級」というポジションを与えられている。「SMICとTSMCの支配者（もしくは大株主）」である華新焦家（華新麗華：ウォルシン）の長男・焦佑鈞は、2020年、米軍向け軍事レーダーチップ工場を子会社に抱える日本のパナソニック・セミコンダクター・ソリューションズ（PSCS）を買収した。これは戦後台湾に渡った同胞（外省人）を用いた、「ワッセナー・アレンジメント」（新ココム）による中国企業に対する日米政府の監視網や規制逃れの手段だったとのことである。